# 명상의 시간
《명상의 시간》은 KFN 라디오에서 방송하는 라디오 프로그램이다.

## 역사
2017년 4월 10일에 방송 시작하였다.

## 진행
- 이지애

| KFN 라디오의 프로그램  |                       |                    |
| 이전                   | 명상의 시간           | 다음               |
| 이달의 독립운동가 (재) | 명상의 시간           | 주크박스 히어로    |
| 밤 9시 55분 ~ 밤 10시  | 밤 10시 ~ 밤 10시 5분 | 밤 10시 5분 ~ 12시 |
|                        |                       |                    |